# Staro Topolje
Staro Topolje es una localidad de Croacia situada en el municipio de Donji Andrijevci, en el condado de Brod-Posavina. Según el censo de 2021, tiene una población de 577 habitantes.

## Demografía
| Gráfica de población de Staro Topolje 1857-2021                    |
|                                                                    |
| Según los censos de población de la Oficina de Estadísticas Croata |